# انتخابات الرئاسة المجرية 2010
انتخابات الرئاسة المجرية 2010 هي الانتخابات الرئاسية التي جرت في 29 يونيو 2010، في المجر، لانتخاب رئيس المجر، فاز بالانتخابات بال شميت.